# Rio Itapetininga
Rio Itapetininga är ett vattendrag i Brasilien.   Det ligger i delstaten São Paulo, i den södra delen av landet, 900 km söder om huvudstaden Brasília.
Omgivningarna runt Rio Itapetininga är huvudsakligen savann. Runt Rio Itapetininga är det ganska glesbefolkat, med 32 invånare per kvadratkilometer.